# 6Sense
『6Sense』（シックス・センス）は、TOKYO FMで、平日の6:00 - 9:00に放送されていたラジオ番組。

## 概要
2004年10月1日にそれまで放送していた『立花裕人のMORNING FREEWAY』の枠を引き継ぐ形で放送。担当は『MORNING FREEWAY』から引き続き、七尾藍佳が務めている。立花もときどき番組に何らかの形で出演することもあるが、七尾が1週間の休暇で番組を休むときは立花ではなく、柳井麻希らがピンチヒッターを務めている。
実際のところ、『MORNING FREEWAY』が放送されていた2004年7月ごろからすでに七尾が1人で番組を進行していた。これは、『MORNING FREEWAY』を担当していた立花裕人が番組中にアテネオリンピックに関する取材を行ったり、番組を卒業するに当たって、「降板前に東京の朝をこの目で見ておきたい。」という思いで街頭取材を行ったりしていたため。
2006年4月3日からはJFNCの『good morning! That's wakeman show』と合体し、『Eyes on Japan』と番組タイトルを変更し、5:00開始に拡大された。内容も『MORNING FREEWAY』同様、ニュース・スポーツ・エンターテイメントなどの情報を各番組10分程度にまとめ、あわただしい朝の時間帯に役立つ情報が満載の番組である。さらに七尾の堪能な英語力を利用して、海外からのインタビューを七尾本人に通訳させたり、七尾自ら海外と電話をつなぎインタビューを行ったりもする。インタビューの人選も含め、これらの内容が新聞やテレビなどの間隙をつく番組の構成を生み、独自性の高い情報を提供している。
それまで同様、6:00 - 7:00の間は一部の放送局で、6:40 - 6:45の『コスモアースコンシャスアクト ずっと地球で暮らそう。』と、7:00 - 7:30、8:00 - 8:20の間は全国のJFN加盟のFM局38局で同時ネットされている（ただし、8:00 - 8:20は、一部地域を除く）。
この番組にはジングルのようにして、時間をコメントする。『6Sense TIME STUMP』のコメントの後に七尾が「時刻は6時30分です」というようにアナウンスをして、TFMではその後に簡単に首都圏の交通情報や天気を伝えている。ただし、JFN全国ネットとなる7時台前半と8時代前半はTFM以外ではこのジングルではなくJFN共通ジングルか、各局のジングルに差し替え、TFMでも時刻のみのアナウンスとなっている。

## 主なコーナー
（6時台）
- おはようSMAP - SMAPが東京地方の天気を伝える。
- コスモアースコンシャスアクト ずっと地球で暮らそう。 - 2003年4月に独立した番組としてスタート。JFNとコスモ石油が共同で繰り広げているキャンペーン「アースコンシャス〜地球を愛し、感じる心」に関連した番組。6Senseスタートと同時にこの番組内に内包。
- マルコメ カラダがよろこぶ朝ごはん - 簡単でおいしい朝ごはんのレシピを紹介。
- MY OLYMPIC - ジャパンエフエムネットワーク制作。

（7時台）
- STARBUCKS World in Motion（2005年10月3日 - ） - ニュースと話題
- 聖教新聞プラネットグラフィティ - CM扱いのため、TFMのタイムテーブルには掲載されていない。地球環境にちなんだ話題
- リポビタンD SPORTS FILE - スポーツニュースとスポーツに関連した話題。毎日頑張っている人1名にリポビタンDを1ケースプレゼントする企画もやっている。
- TOYOTA VIEW UP TOMORROW - 各界で活躍する人物にインタビューをおこなう。
- フライエミレーツ NEWS ON AIR - 海外からのニュース。
- ロッテ WEATHER FILE - レポーターが都内各地に出て東京地方の天気を伝える。
- ダイレクトヒット - 最近の話題や、注目すべき事柄について、関係者などにインタビューをする。
- コジマ キャッチ･ザ･ワールド - 毎日1つのWebサイトを紹介。

（8時台）
- SUZUKI NEWS NUMBERS - 数字に関連したニュースを取り上げる。
- ROOTS TODAY'S INSPIRATION - CM扱いであるが、タイムテーブル上に掲載されている。缶コーヒー「ROOTS」のキャッチコピー「飲スピレーション」にちなんで、その日に関連した「インスピレーション」の話題を放送する。
- Honda SWEET MISSION（2005年5月2日 - ） - フローラン・ダバディーとパンツェッタ・ジローラモが世界のOLをリサーチする。
- モーニングショット Presents JFN 朝はコレッ - CM扱いであるが、タイムテーブル上に掲載されている。週替わりでゲストが自分にとっての朝の定番を紹介。
- SHINSEIDO SOUND FILE - 毎日あるテーマに沿った曲をかける。

## 終了したコーナー
- WAKE UP NEWS（ - 2005年9月30日） - ニュースと話題。2005年6月30日まではアサヒ飲料の提供で頭に「WONDA MORNING SHOT」が付いていた。2005年7月1日をもって提供枠を14:55（三ツ矢サイダーショートストーリー 「キミの笑顔」）に移動したためノースポンサーに。移動前1週間は異例とも言える「キミの笑顔」番組開始告知CMが流れていた。
- FRONT LINE（ - 2005年3月） - 毎週1組のゲストを迎え、七尾とトークを繰り広げる。2004年12月まではメルセデス・ベンツがスポンサーについていたので、タイトルは「メルセデスベンツ FRONTLINE」だった。当コーナー終了をもって一旦パーソナリティによる「収録スタイル」は終了。3月中旬から4月末まで、au by KDDI・キリン生茶の提供で「ALL NEW宣言キャンペーンインタビュー」に改題して同様の内容で放送していたが、こちらは生放送。2005年4月末をもって終了。2021年3月末までは事前完パケかつ別パーソナリティによる番組となった。

## JFN各局でのネット状況
- 6時台（フルネット） AIR-G'・Date fm・広島FM・FM愛媛
※上記以外の33局はJFNネットプログラム『コスモアースコンシャスアクト ずっと地球で暮らそう。』（同時ネット）、『MY OLIMPIC』（局によっては別の時間帯で放送）のみ。なお、FM愛知では『おはようSMAP』もネットされる。
- 7時台 全38局で7:00 - 7:30まで放送
※FM OSAKAでは7時台後半にTOKYO FMで放送されているものと同名のコーナーがあるが内容はTFMとは別。
- 8時台 フルネットする局はなくすべて8:00 - 8:20まで（『SUZUKI NEWS NUMBERS』『Honda SWEET MISSION』）だが一部のみ、あるいは全くネットしていない局がある。その局は以下の通り。
  - （一部のみネットしていない局）RADIO BERRY
  - （全くネットしていない局）FM群馬・FM三重

また、8時台は各放送局の朝ワイド番組またはジャパンエフエムネットワーク制作の『Open Sesame!』『SOMETHING』に内包されている場合が多い。